# Kassa-Dzsungel
Dzsungel (szlovákul: Džungľa) Kassa város része Szlovákiában, közigazgatásilag a Kassai kerület Kassai I. járásához tartozik.
2001-ben 427 lakosa volt. 2011-ben 671 lakosából 516 szlovák volt. Polgármestere Adriana Balogová.

## Fekvése
Kassa óvárosától északra, a Hernád bal partján fekszik, 0,6 négyzetkilométeren terül el.